# Holiday Valley
Holiday Valley és una concentració de població designada pel cens dels Estats Units a l'estat d'Ohio. Segons el cens del 2000 tenia 1.712 habitants.

## Demografia
Segons el cens del 2000, Holiday Valley tenia 1.712 habitants, 562 habitatges, i 458 famílies. La densitat de població era de 319,3 habitants/km².
Dels 562 habitatges en un 34% hi vivien nens de menys de 18 anys, en un 70,1% hi vivien parelles casades, en un 10% dones solteres, i en un 18,5% no eren unitats familiars. En el 16,5% dels habitatges hi vivien persones soles el 5,7% de les quals corresponia a persones de 65 anys o més que vivien soles. El nombre mitjà de persones vivint en cada habitatge era de 2,65 i el nombre mitjà de persones que vivien en cada família era de 2,96.
Per edats la població es repartia de la següent manera: un 22,5% tenia menys de 18 anys, un 4,4% entre 18 i 24, un 25,5% entre 25 i 44, un 26,5% de 45 a 60 i un 21,1% 65 anys o més.
L'edat mediana era de 43 anys. Per cada 100 dones de 18 o més anys hi havia 81,8 homes.
La renda mediana per habitatge era de 58.281 $ i la renda mediana per família de 63.464 $. Els homes tenien una renda mediana de 46.923 $ mentre que les dones 30.000 $. La renda per capita de la població era de 21.601 $. Aproximadament el 2,6% de les famílies i el 12,2% de la població estaven per davall del llindar de pobresa.

## Poblacions més properes
El següent diagrama mostra les poblacions més properes.